# Jill Janssens
Jill Janssens (Diest, 3 ottobre 2003) è una calciatrice belga, difensore del Hoffenheim e della nazionale belga.

## Carriera

### Club
Janssens si avvicina al calcio già giovanissima, decidendo di iniziare l'attività agonistica con il VC Bekkevoort, club dell'omonima cittadina delle Fiandre. All'età di dodici anni si è trasferita a Oud-Heverlee per iniziare la trafila nel settore giovanile dell'OH Lovanio. Dalla stagione 2019-2020 è aggregata alla prima squadra, facendo il suo esordio in Super League, primo livello del campionato belga di categoria, all'11ª giornata di campionato, rilevando Petra Baldewijns al 73' della sconfitta esterna per 3-0 con il Gent. In quella sua prima stagione il tecnico Kris Vangelooven decide di impiegarla in tutti i sei successivi incontri di campionato fino alla sospensione delle attività come parte delle soluzioni alla diffusione della pandemia di COVID-19 in Belgio.
Nella stagione successiva è stata messa sotto contratto per la prima squadra, scendendo in campo, nella prima fase, in 17 incontri, andando a rete in due occasioni, la prima delle quali il 7 novembre 2020, al 60' della vittoria esterna per 4-2 sul Zulte Waregem alla 7ª giornata di campionato, per poi completare le presenze in Super League, siglando una terza rete, nei restanti 8 incontri dei play-off 1.
Durante la sua permanenza all'OHL Janssens ha condiviso con le compagne sempre dei campionati di vertice, con la squadra che ha concluso sempre al secondo posto dietro all'Anderlecht tutte le seconde fasi dei campionati dal 2020-2021 al 2022-2023, chiudendo in quest'ultimo in testa alla classifica la stagione regolare per non riuscire poi a vincere il titolo.
Nel luglio 2023 viene annunciato il suo trasferimento all'Hoffenheim, per quello che è la sua prima esperienza all'estero del difensore belga, con il quale firma un contratto biennale. A disposizione del tecnico Stephan Lerch, fa il suo debutto con la nuova maglia il 9 settembre 2023, in occasione della schiacciante vittoria per 7-0 con il modesto Weinberg al 2º turno turno della DFB-Pokal der Frauen, la Coppa di Germania di categoria, per debuttare poi una settimana più tardi anche in Frauen-Bundesliga, alla 1ª giornata di campionato, nell'altrettanto pesante sconfitta, 9-0, inflitta all'MSV Duisburg.

## Statistiche

### Presenze e reti nei club
Statistiche (parziali) aggiornate al 17 maggio 2025.
| Stagione          | Squadra           | Campionato        | Campionato | Campionato | Coppe nazionali | Coppe nazionali | Coppe nazionali | Coppe continentali | Coppe continentali | Coppe continentali | Altre coppe | Altre coppe | Altre coppe | Totale | Totale |
| Stagione          | Squadra           | Comp              | Pres       | Reti       | Comp            | Pres            | Reti            | Comp               | Pres               | Reti               | Comp        | Pres        | Reti        | Pres   | Reti   |
| ----------------- | ----------------- | ----------------- | ---------- | ---------- | --------------- | --------------- | --------------- | ------------------ | ------------------ | ------------------ | ----------- | ----------- | ----------- | ------ | ------ |
| 2019-2020         | OH Lovanio        | SL                | 7          | 0          | CB              | ?               | ?               | -                  | -                  | -                  | -           | -           | -           | ?      | ?      |
| 2020-2021         | OH Lovanio        | SL                | 17+8       | 2+1        | CB              | ?               | ?               | -                  | -                  | -                  | -           | -           | -           | 13     | 0      |
| 2021-2022         | OH Lovanio        | SL                | 18+8       | 3+3        | CB              | ?               | ?               | -                  | -                  | -                  | -           | -           | -           | 18     | 0      |
| 2022-2023         | OH Lovanio        | SL                | 19-10      | 5+3        | CB              | 1               | 0               | -                  | -                  | -                  | -           | -           | -           | 14     | 0      |
| Totale OH Lovanio | Totale OH Lovanio | Totale OH Lovanio | 87         | 17         | -               | 1+              | 0+              | -                  | -                  | -                  | -           | -           | -           | 88+    | 17+    |
| 2023-2024         | Hoffenheim        | FB                | 22         | 3          | CG              | 3               | 1               | -                  | -                  | -                  | -           | -           | -           | 21     | 1      |
| 2024-2025         | Hoffenheim        | FB                | 19         | 3          | CG              | 2               | 0               | -                  | -                  | -                  | -           | -           | -           | 16     | 0      |
| Totale Hoffenheim | Totale Hoffenheim | Totale Hoffenheim | 41         | 6          | -               | 5               | 1               | -                  | -                  | -                  | -           | -           | -           | 46     | 7      |
| Totale carriera   | Totale carriera   | Totale carriera   | 128        | 23         | -               | 6+              | 1+              | -                  | -                  | -                  | -           | -           | -           | 134+   | 24+    |